# Фреммштедт
Фреммштедт (нім. Frömmstedt) — громада в Німеччині, розташована в землі Тюрингія. Входить до складу району Земмерда. Складова частина об'єднання громад Кіндельбрюк.
Площа — 12,00 км2. Населення становить Невірний параметр metadata 16 068 012 ос. (станом на 31 грудня 2021).